# Rondeletia amplexicaulis
Rondeletia amplexicaulis là một loài thực vật thuộc họ Rubiaceae. Đây là loài đặc hữu của Jamaica.